# نفض قرص

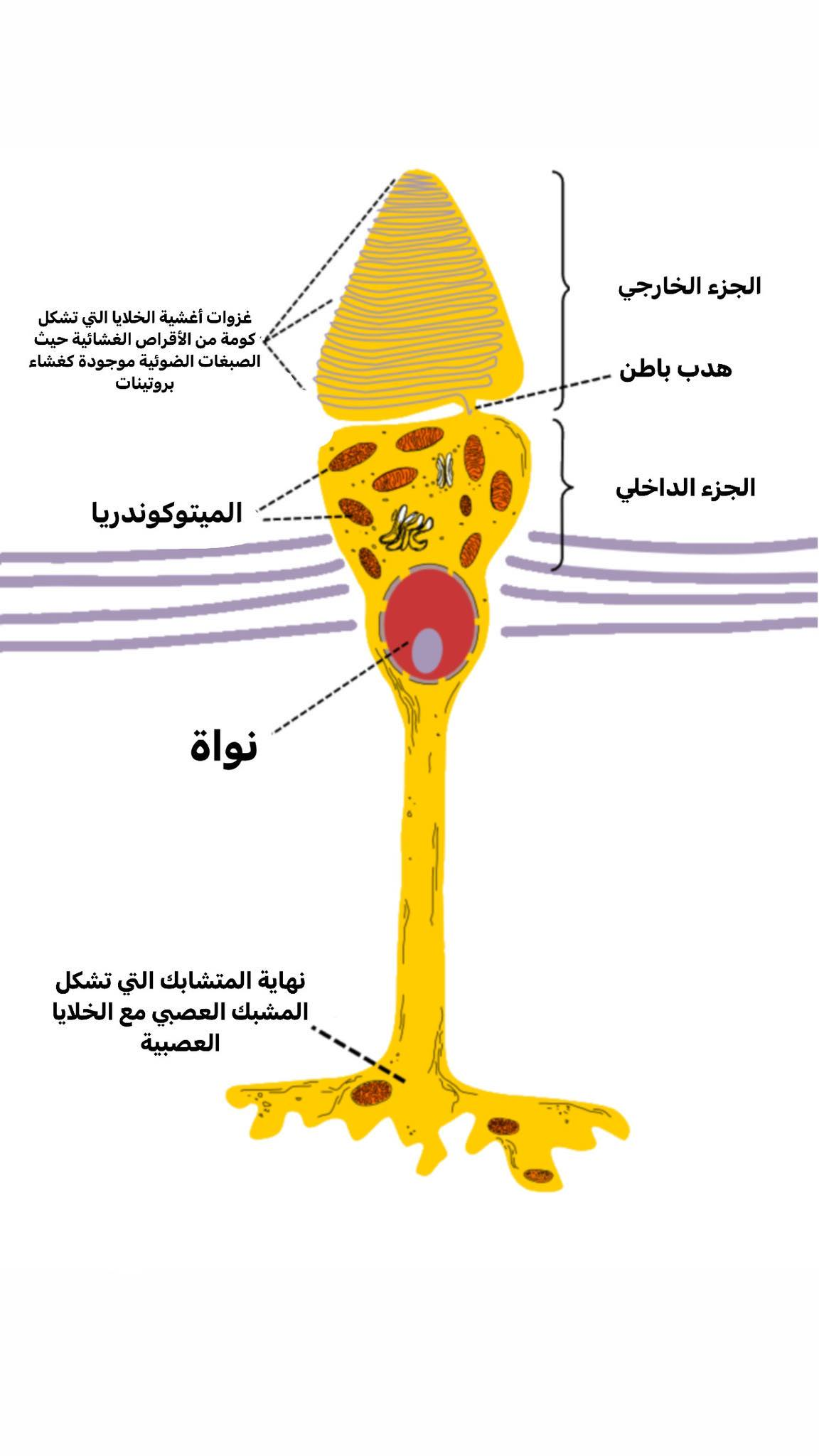
رسم خلية مخروطية تظهر غزوات الجزء الخارجي الذي يشكل "الأقراص"

نفض القرص هي عملية تَجديد الخلايا المستقبلة للضوء في شبكية العين. حيث تُجدد تكوينات القرص في الجزء الخارجي من المستقبلات الضوئية، والتي تحتوي على الأوبسين المكون من البروتينات الشبكية الحساسة للضوء، تمامًا كل عشرة أيام تحصل عملية التجديد بشكل كامل.

## مستقبلات ضوئية
تحتوي شبكية العين على نوعين من المستقبلات الضوئية - خلايا قضيب وخلايا مخروطية. هناك حوالي 6-7 ملايين مخروط تتوسط الرؤية النهارية (الرؤية الضوئية)، وتتركز في البقعة في مركز شبكية العين. هناك حوالي 120 مليون قضيب أكثر حساسية من المخاريط وبالتالي تتوسط الرؤية الليلية (الرؤية الظلامية).
تنقسم المستقبلات الضوئية للفقاريات إلى ثلاثة أجزاء:
- جزء خارجي يحتوي على الأوبسينات الحساسة للضوء.

- جزء داخلي يحتوي على آلية التمثيل الغذائي للخلية وهو مكون من عدة عُضّيات: (الشبكة الإندوبلازمية، جهاز جولجي، الريبوسومات، الميتوكوندريا).

- محطة متشابكة تتصل بالخلايا العصبية من الدرجة الثانية في شبكية العين.

## قرص
يتكون الجزء الخارجي الحساسة للضوء من سلسلة من الأقراص الغشائية المنفصلة.
أثناء وجود هذه الأقراص في غشاء الخلايا العصوية، تفتقر هذه الأقراص إلى أي اتصال مباشر بغشاء السطح (باستثناء عدد قليل من الأقراص القاعدية التي شُكلت مؤخرًا والتي تظل متصلة بالسطح)، بينما أثناء تواجدها في غشاء الخلايا المخروطة تستمر في الإتصال بالغشاء السطحي. تُعبئ أقراص القطعة الخارجية بكثافة من الرودوبسين (الصباغ البنفسجي) للكشف عن الضوء عالي الحساسية. تُجدد هذه الأقراص بالكامل مرة كل عشرة أيام، يكون هذا التجديد مستمرًا طوال عمر الحيوان المبصر.
بعد تصنيع الأوبسينات، تندمج في غشاء البلازما، الذي يغزو بعد ذلك أقراصًا تتبرعم داخليًا، وتشكل أكوام معبأة بإحكام من أقراص الجزء الخارجي. من ترجمة الأوبسين إلى تشكيل الأقراص يستغرق بضع ساعات فقط.

## نفض (استغناء)
وُصفت عملية التخلص من الأقراص لأول مرة بواسطة العالم يونغ في عام 1967. تنضج الأقراص مع هجرتها البعيدة؛ حيث أنَ الأقراص القديمة تتساقط عند الطرف البعيد وتغمرها الخلايا الظهارية الصبغية لشبكة العين للتحلل.
أظهرت إحدى الدراسات المبكرة أن المخاريط قد لا تتعرض لتساقط المخروط كما تفعل القضبان وقد تتجدد عن طريق استبدال المكونات الجزيئية بشكل فردي. ومع ذلك، تظهر دراسات أخرى أنَ بعض مخاريط الثدييات على الأقل تتخلص من أقراصها كعملية طبيعية مستمرة.
كل يوم يفقد حوالي عُشر طول الجزء الخارجي، بحيث يُستبدل الجزء الخارجي بالكامل بعد عشرة أيام. وتشارك العوامل التنظيمية في كل خطوة. في حين أنَ تجميع القرص يتم التحكم فيه وراثيًا في الغالب، يبدو أن تساقط القرص والبلعمة اللاحقة تُنظمها عوامل بيئية مثل: الضوء ودرجة الحرارة.
يتبع توقيت التساقط نظم يوميًا (نظم ليلي نهاري) وفقًا لمعدلات الأعصاب، وهي الدوبامين والميلاتونين. يُصنع الميلاتونين بواسطة المستقبلات الضوئية في الليل، ويُثبَّط بواسطة الضوء والدوبامين، لذلك يؤدي إلى تساقط القرص المخروطي. يُحفز إنتاج الدوبامين عن طريق الضوء وتثبيطه بواسطة الظلام والميلاتونين، لذلك يؤدي إلى تساقط القرص المخروطي. الأهم من ذلك، تُلقى أقراص القضيب أثناء النهار وتُلقى الأقراص المخروطية أثناء الليل.

## آلِيَّة

### النظريات التقليدية
توجد منطقة رمادية واحدة في الآلية الكاملة لسفك القرص الخارجي فيما يؤدي بالضبط إلى انفصال الأقراص وكيفية نقلها خارج نظام التشغيل والبلعمة بواسطة الخلايا الظهارية الصبغية لشبكة العين.
تشير بعض الدراسات إلى أن انفصال القرص يسبق ابتلاع الخلايا الظهارية الصبغية، وأنَ العملية النشطة في الجزء الخارجي للقضيب تقطع القرص. ومع ذلك. لاحظت دراسات أخرى عمليات الخلايا الظهارية الصبغية تتطفل على نظام التشغيل أثناء انفصال القرص. تشبه هذه العمليات من الناحية الهيكلية العمليات التي شكلتها البلاعم أثناء البلعمة، وبالتالي تمت الإشارة إليها باسم القدم الكاذبة. اقترحت الدراسة أنَ هذه الأرجل الكاذبة كانت عُضّيات البلعمة وأنها قد تلعب دورًا مباشرًا في انفصال القرص.

### الأبحاث الحديثة
تقدم ورقة بحثية أجريت عام 2007 نظرية ثالثة تستند إلى أدلة حديثة تشير إلى أنَ الفئران التي تعاني من نقص رودوبسين تفشل في تطوير برمجيات المصدر المفتوح. افترض الباحثون في جامعة كورنيل أن رودوبسين نفسه له دور في التكوّن الحيوي لنظام التشغيل، بالإضافة إلى دوره كمستقبل للنقل الضوئي. في حين أنَ الأساس الجزيئي الكامن وراء مشاركة رودوبسين في تطوير نظام التشغيل غير معروف، تشير الأدلة الناشئة إلى أنَ ذيل رودوبسين السيتوبلازمي ج الطرفي يحمل "إشارة عنوان" لنقله من موقع تخليقه في جسم خلية القضيب إلى نظام التشغيل.